# Arena de Futsal de Bangkok
La Arena de Futsal de Bangkok (en tailandés: บางกอกอารีนา) es un recinto cubierto, ubicado en Nong Chok distrito de la ciudad de Bangkok, la capital del país asiático de Tailandia. La capacidad del estadio es de 12 000 espectadores y la construcción de la Arena concluyó en 2012. Se utiliza principalmente para conciertos, baloncesto, fútbol sala y voleibol.